# Timonius oblongus
Timonius oblongus är en måreväxtart som beskrevs av Theodoric Valeton. Timonius oblongus ingår i släktet Timonius och familjen måreväxter. Inga underarter finns listade i Catalogue of Life.